# Discografia di Tori Amos
Questa pagina contiene la discografia della cantautrice e pianista statunitense Tori Amos.

## Album in studio
- 1992 - Little Earthquakes (Atlantic, East West)
- 1994 - Under the Pink (Atlantic, East West)
- 1996 - Boys for Pele (Atlantic, East West)
- 1998 - From the Choirgirl Hotel (Atlantic, East West)
- 1999 - To Venus and Back (Atlantic)
- 2001 - Strange Little Girls (Atlantic)
- 2002 - Scarlet's Walk (Epic, Sony Music)
- 2005 - The Beekeeper (Epic, Sony BMG)
- 2007 - American Doll Posse (Epic, Sony BMG)
- 2009 - Abnormally Attracted to Sin (Universal Republic)
- 2009 - Midwinter Graces (Universal Republic)
- 2011 - Night of Hunters (Deutsche Grammophon)
- 2012 - Gold Dust (Deutsche Grammophon, Mercury Classics)
- 2014 - Unrepentant Geraldines (Mercury Classics)
- 2017 - Native Invader (Decca Records)
- 2021 - Ocean to Ocean (Decca Records)

## Album dal vivo
- 1999 - To Venus and Back (Atlantic)
- 2008 - Live at Montreux 1991/1992 (Eagle Records)
- 2024 - Diving Deep Live (Decca Records)

## Raccolte
- 1994 - More Pink: The B-Sides (Atlantic, East West)
- 2003 - Tales of a Librarian (Atlantic)
- 2006 - A Piano: The Collection (Rhino)

## Bootlegs ufficiali
- 2005 - The Original Bootlegs (Epic, Sony BMG)
- 2007 - Legs and Boots (Epic, Sony BMG)
- 2010 - From Russia with Love (toriamos.com)

## Extended play
- 1992 - Crucify (Atlantic, East West)
- 1996 - Hey Jupiter (Atlantic, East West)
- 2004 - Scarlet's Hidden Treasures (Epic, Sony BMG)
- 2005 - Exclusive Session (Epic, Sony BMG)
- 2012 - Flavor (Peter Rauhofer Mixes) (Deutsche Grammophon)
- 2020 - Christmastide

## Singoli
- 1991 - Me and a Gun
- 1991 - Silent All These Years
- 1992 - China
- 1992 - Winter
- 1992 - Crucify
- 1994 - Cornflake Girl
- 1994 - God
- 1994 - Pretty Good Years
- 1994 - Past the Mission
- 1996 - Caught a Lite Sneeze
- 1996 - Talula
- 1996 - Hey Jupiter/Professional Widow
- 1996 - In the Springtime of His Voodoo
- 1997 - Silent All These Years (reissue)
- 1998 - Spark
- 1998 - Raspberry Swirl
- 1998 - Jackie's Strength
- 1998 - Cruel/Raspberry Swirl
- 1999 - Bliss
- 1999 - 1000 Oceans
- 1999 - Glory of the '80s
- 2000 - Concertina
- 2001 - Strange Little Girl
- 2002 - A Sorta Fairytale
- 2003 - Taxi Ride
- 2003 - Strange
- 2003 - Don't Make Me Come to Vegas
- 2003 - Mary
- 2003 - Angels
- 2005 - Sleep with Butterflies
- 2005 - Sweet the Sting
- 2005 - Cars and Guitars
- 2007 - Big Wheel
- 2007 - Bouncing Off Clouds
- 2007 - Almost Rosey
- 2009 - Welcome to England
- 2009 - A Silent Night with You
- 2011 - Carry
- 2012 - Flavor
- 2014 - Trouble's Lament
- 2017 - Cloud Riders
- 2017 - Reindeer King
- 2020 - Better Angels
- 2021 - Speaking with Trees
- 2021 - Spies

## Album video
- 1992 - Little Earthquakes
- 1998 - Tori Amos: Live from New York
- 1998 - Tori Amos: Complete Videos 1991–1998
- 2003 - A Sorta Fairytale
- 2004 - Welcome to Sunny Florida
- 2006 - Fade to Red: Tori Amos Video Collection
- 2008 - Live at Montreux 1991/1992
- 2010 - Live from the Artists Den

## Collaborazioni e partecipazioni

### Partecipazioni a colonne sonore
- 1992 - The Happy Worker, Workers in Toys - Giocattoli
- 1995 - Losing My Religion, Butterfly ne L'università dell'odio
- 1995 - It Might Hurt a Bit in Don Juan De Marco - Maestro d'amore - duetto con Michael Stipe
- 1996 - Talula (The Tornado mix) in Twister
- 1996 - Professional Widow in Fuga da Los Angeles
- 1998 - Finn, Siren, Paradiso perduto in Paradiso perduto
- 2000 - Carnival in Mission: Impossible 2
- 2000 - 1000 Oceans in Per una sola estate
- 2003 - You Belong to Me, Murder, He Says in Mona Lisa Smile
- 2006 - Northern Lad in Snow Cake
- 2008 - Yo George in Body of War
- 2015 - Highness in the Sky, Darkest Hour The Light Princess (Original Cast Recording)

### Tributi
- 1995 - Famous Blue Raincoat in Tower of Song (album tributo a Leonard Cohen)
- 1995 - Down by the Seaside in Encomium: A Tribute to Led Zeppelin (album tributo ai Led Zeppelin)